# Manolete (Tänzer)

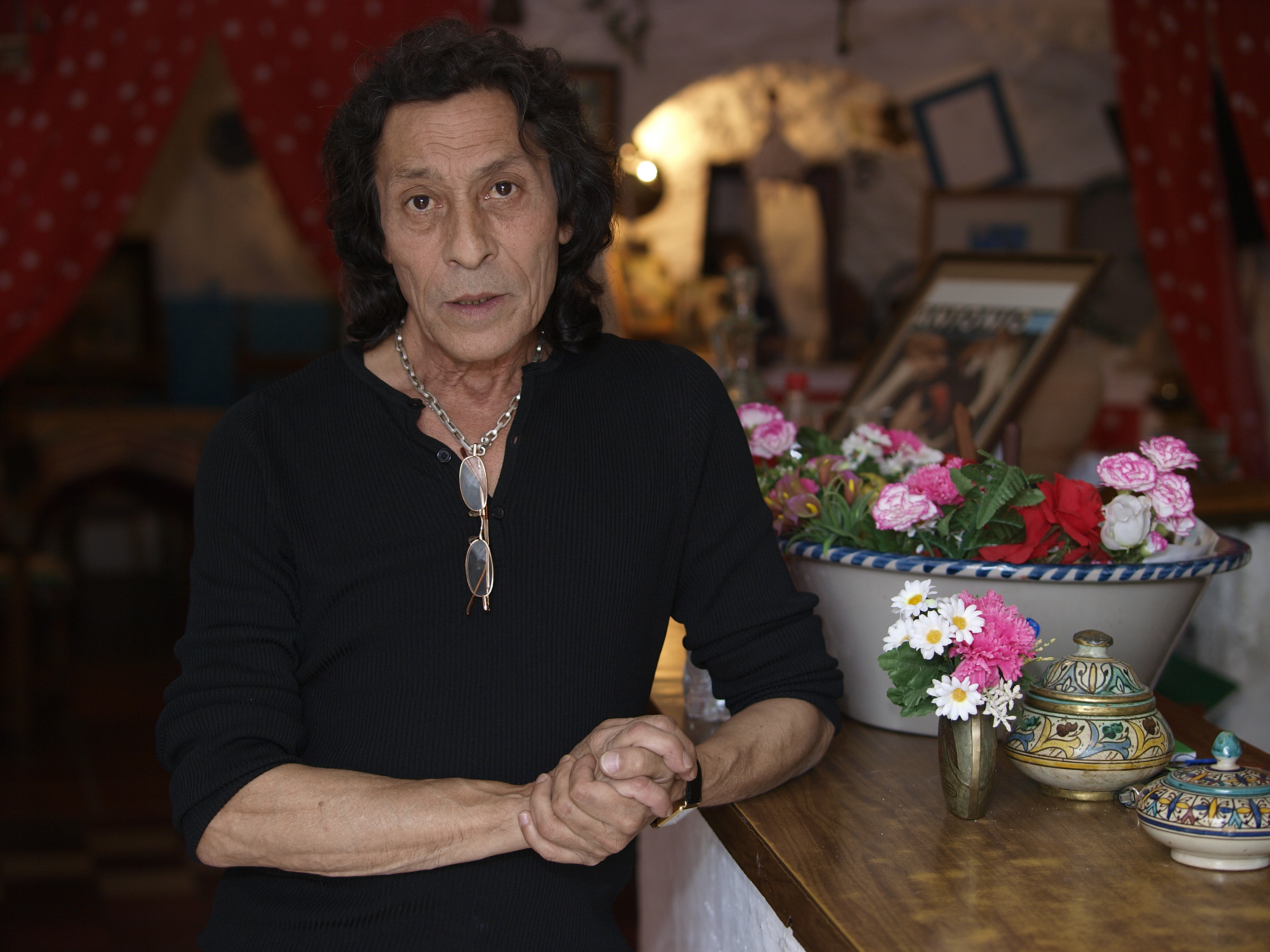
Manolete (2018)

Manolete (* 1945 in Granada; † 12. September 2022 ebenda, bürgerlich Manuel Santiago Maya) war ein spanischer Flamenco-Tänzer.

## Leben
Manolete wuchs im turbulenten Stadtteil Albaicín auf. Sein Großvater, Juan Manuel Fajardo, spielte Gitarre; ebenso dessen Brüder Juan „Marote“ und José Maya „Marotillo“. Gemeinsam mit ihnen gab er im Alter von 7 Jahren seine erste Tanzdarbietung im Kneipenviertel Sacromonte. Dieses Viertel bot nur einen begrenzten künstlerischen Horizont, und so brach er auf, um sich in den Tablaos von Madrid fortzubilden. Mit Auftritten in Las Cuevas de Nemesio, Torres Bermejas und Las Brujas machte er sich einen Namen. 1971 bildete er mit Faiquillo, Loli Núñez und Carmen Heredia die Gruppe Los Cabales. In jenen Jahren schloss er sich auch der Kompanie von Manuela Vargas an. Etwas später trat er in den Gruppen von María Albaicín, Micaela Flores la Chunga und María Rosa auf. Auslandsreisen führten ihn unter anderem nach Japan, das er später noch viele Male besuchen sollte.
Im Ballet Nacional de España unter der Leitung von Antonio Gades schloss Manolete seine tänzerische Ausbildung ab. 1983 nahm er an der Aufführung Macama jonda von José Heredia Maya und Rafael Aguilar teil. 1986 kehrte er zum Nationalballett zurück und trat dort in Los Tarantos unter der Regie von Felipe Sánchez auf. Im selben Jahr nahm er am internationalen Musik- und Tanzfestival von Granada teil. Dort trat er, begleitet vom Gesang von Enrique Morente und vom Gitarrenspiel von Paco Cortés, mit der Homenaje flamenco a García Lorca auf. Sein Auftritt bei der V. Flamenco-Biennale von Sevilla 1988 war der Höhepunkt seiner künstlerischen Laufbahn in den 1980er Jahren. Er begeisterte das Publikum mit einer Auswahl von Alegrías. Der Kritiker Miguel Acal schrieb:

«Manolete dio un recital de elegancia con poderío. Dulce, suave, sin estridencias, bailando gitano con un dominio de la técnica colosal.»

„Manolete zeigte einen eleganten kraftvollen Vortrag. Angenehm, gefühlvoll, ohne Übertreibungen, tanzte er in Gitano-Manier mit kolossaler technischer Fertigkeit.“

In den 1990er Jahren begann er, eigene Stücke in Szene zu setzen. 1992 präsentierte er beim Musik- und Tanzfestival von Granada Flamenco soy. Wie zu jener Zeit üblich, stützte sich seine Darbietung auf die tänzerische Leistung der gesamten Truppe. Dessen ungeachtet schrieb Miguel Ángel González:

«La farruca de Manolete nos traslado, afortunadamente, a otro universo. Su baile fue toda una demostración de personalidad inconfundible, de creatividad dentro la escuela clásica masculina, de seguridad técnica, imaginación y variedad de pasos, con absoluto control de la figura, los brazos y los pies.»

„Die Farruca von Manolete versetzte uns glücklicherweise in ein anderes Universum. Sein Tanz war eine Demonstration unverwechselbarer Persönlichkeit, von Kreativität im Rahmen der klassischen männlichen Schule, von technischer Sicherheit, Einfallsreichtum und Vielfalt der Schritte, mit absoluter Beherrschung des Körpers, der Arme und der Füße.“

1993 nahm er in Merche Esmeraldas neu gegründeter Kompanie an einer Reise durch eine Reihe europäischer Länder teil. In der Rolle des Gespenstes tanzte er in Manolo Maríns Inszenierung von El amor brujo beim Musik- und Tanzfestival von Granada und bei der Biennale von Sevilla. Für die Compañía Andaluza de Danza choreografierte er Latido flamenco. Im April 1998 wurde das Stück im Teatro Lope de Vega in Sevilla uraufgeführt. 1999 brachte er gemeinsam mit El Güito Puro jondo auf die Bühne.
2001 erhielt er den Premio de Baile der Cátedra Flamencología de Jerez.
In seiner Retrospektive Mi camino zeigte er zum größten Teil Alegrías; jenen Palo, dem er sich am meisten verbunden fühlt. Es brachte Mi camino im März 2002 in Madrid zur Uraufführung. Weitere herausragende Auftritte in den 2000er Jahren waren:
- 2002 beim Festival Ciutat Vella in Barcelona;
- 2003 bei der Einweihungsgala des 3. Festival Flamenco USA mit dem Ballet Nacional de España;[9]
- 2004 und 2007 beim Festival von Jerez;
- 2005 in der Galavorstellung 50 Años de Danza Española;
- 2006 bei der Summa Flamenca de Madrid;
- 2007 bei Málaga en Flamenco sowie beim Herbstfestival von Granada und beim Palau de la Música in Valencia.

Manolete erlag 2022 im Alter von 77 Jahren einem Lungenkrebsleiden.
Der spanische Flamencologe und Autor José Luis Navarro García würdigte die feine Balance zwischen Kreativität und technischer Vollkommenheit in Manoletes Tanz. Seiner klassischen Auffassung des Flamenco komme zeitlose Schönheit zu, daher bleibe sie stets aktuell.

## Schüler
Einer Reihe von Tänzern der nachfolgenden Generation half er als Lehrer oder Berater:
Antonio Márquez (* 1963)

Javier Barón (* 1963)

María Pagés (* 1963)

Belén Maya (* 1966)

Rafael de Carmen (* 1969)
Beatriz Martín (* 1971)

Pilar Ogalla (* 1971),

Rafaela Carrasco (* 1972)

Choni (* 1973)

Rubén Olmo (* 1982)